# Schlipfgrubalm
Die Schlipfgrubalm ist eine Alm in den Bayerischen Voralpen. Sie liegt im Gemeindegebiet von Brannenburg.
Das Almgebiet befindet sich auf einer Hochebene zwischen Sulzberg, Schrofen und Farrenpoint am Nordostrand des Mangfallgebirges. Sie ist von Brannenburg über eine Fahrstraße erreichbar. Die Alm war bereits auf der Uraufnahme namentlich erwähnt.